# ISO 3166-2:EE
ISO 3166-2:EE is een ISO-standaard met betrekking tot de zogenaamde geocodes. Het is een subset van de ISO 3166-2 tabel, die specifiek betrekking heeft op Estland.
De gegevens werden tot op 27 november 2015 geüpdatet op het ISO Online Browsing Platform (OBP). Hier worden 15 departementen - county (en) / département (fr) / maakond (et) - gedefinieerd.
Volgens de eerste set, ISO 3166-1, staat EE voor Estland, het tweede gedeelte is een tweecijferig nummer.

## Codes
| Code  | Naam          |
| ----- | ------------- |
| EE-37 | Harjumaa      |
| EE-39 | Hiiumaa       |
| EE-44 | Ida-Virumaa   |
| EE-51 | Järvamaa      |
| EE-49 | Jõgevamaa     |
| EE-57 | Läänemaa      |
| EE-59 | Lääne-Virumaa |
| EE-67 | Pärnumaa      |
| EE-65 | Põlvamaa      |
| EE-70 | Raplamaa      |
| EE-74 | Saaremaa      |
| EE-78 | Tartumaa      |
| EE-82 | Valgamaa      |
| EE-84 | Viljandimaa   |
| EE-86 | Võrumaa       |